# Hünxe
Hünxe là một đô thị ở huyện Wesel, trong Nordrhein-Westfalen, Đức. Đô thị này tọa lạc bên bờ sông Lippe, khoảng 10 km về phía đông của Wesel.